# Smethwick
Smethwick (uttalas [ˈsmɛðɨk]) är en ort i unparished area Warley, i distriktet Sandwell som ingår i storstadsområdet West Midlands i centrala England i Storbritannien.

## Historia
Smethwick var en civil parish 1894–1966 när blev den en del av Warley, West Bromwich och Birmingham. Civil parish hade 68 390 invånare år 1961. Staden nämndes i Domedagsboken (Domesday Book) år 1086, och kallades då Smedeuuich.
En viktig händelse i ortens historia var då Malcolm X besökte Smethwick i februari 1965 några dagar innan han blev mördad i New York. Några månader tidigare hade den konservativa politikern Peter Griffiths segrat i valkretsen Smethwick med sin slogan "Om du vill ha en nigger som granne, rösta på Labour". Malcolm X sade till journalisterna på Marshall Street i Smethwick att han hade hört att ortens färgade invånare behandlas "lika dåligt som judarna under Hitler".

## Kända personer från Smethwick
- Richard Swinburne, filosof
- Julie Walters, skådespelare
- Danny G